# Moalboal
Moalboal is een gemeente in de Filipijnse provincie Cebu. Bij de census van 2015 telde de gemeente ruim 31 duizend inwoners.
Moalboal staat bekend om de uitstekende duiklocaties. Het koraalrif rond het eiland Pescador voor de kust van Moalboal is een van deze uitstekende duiklocaties.

## Geografie

### Bestuurlijke indeling
Moalboal is onderverdeeld in de volgende 15 barangays:
| - Agbalanga - Bala - Balabagon - Basdiot - Batadbatad - Bugho - Buguil - Busay | - Lanao - Poblacion East - Poblacion West - Saavedra (White Beach) - Tomonoy - Tuble - Tunga |

## Demografie
Moalboal had bij de census van 2015 een inwoneraantal van 31.130 mensen. Dit waren 3.454 mensen (12,5%) meer dan bij de vorige census van 2010. Ten opzichte van de census van 2000 was het aantal inwoners gegroeid met 7.728 mensen (33,0%). De gemiddelde jaarlijkse groei in die periode kwam daarmee uit op 1,89%, hetgeen hoger was dan het landelijk jaarlijks gemiddelde over deze periode (1,72%).

De bevolkingsdichtheid van Moalboal was ten tijde van de laatste census, met 31.130 inwoners op 124,86 km², 249,3 mensen per km².

## Foto's

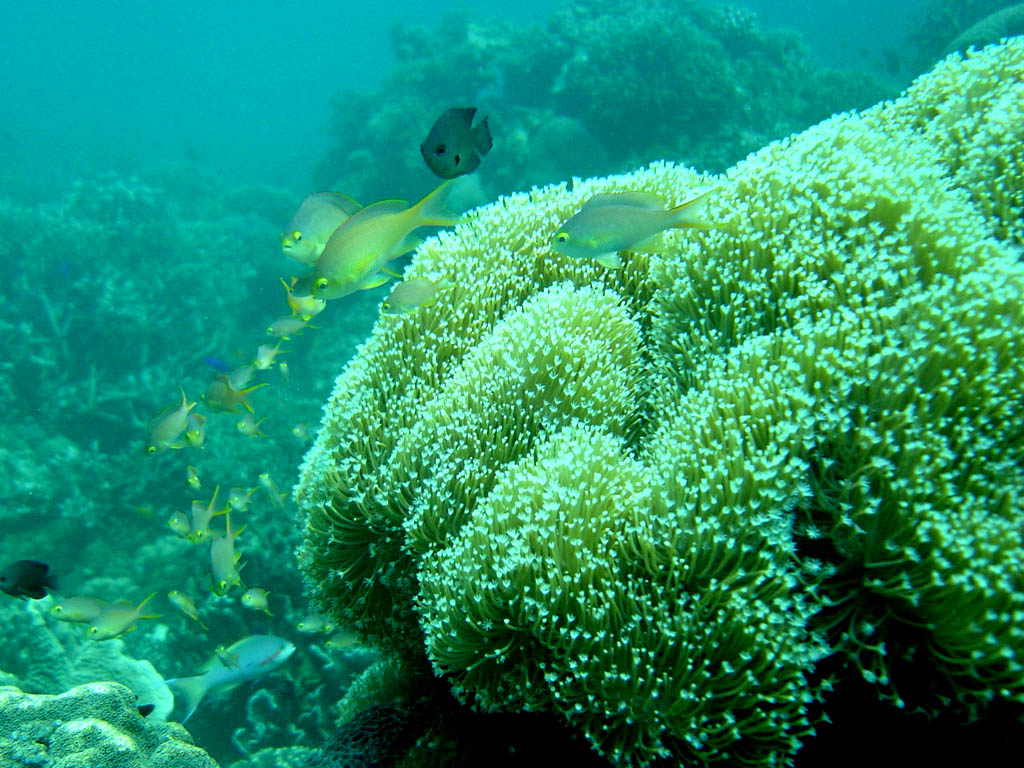
Het koraalrif bij Moalboal
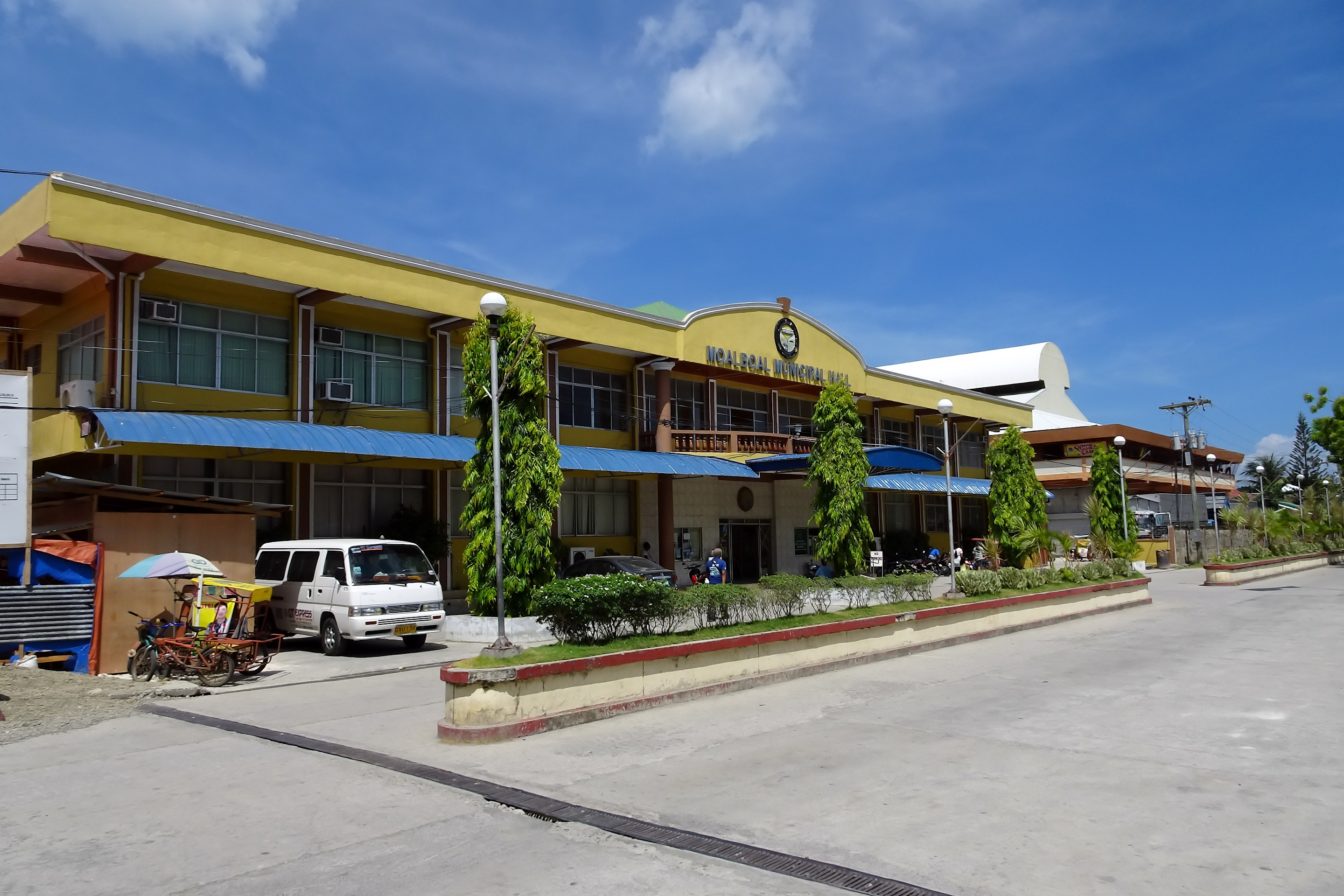
Moalboal gemeentehuis